# Kontinentalsockel

Illustration av kontinentalsockel

En kontinentalsockel (även kontinentalhylla eller shelf, efter engelskans continental shelf) är en del av havsbottnen som tillhör en kontinentalplatta. Kontinentalsockeln ligger i allmänhet på 0–500 (i genomsnitt 130) meters djup och avslutas i en kontinentalbrant.
Havsbottnens lutning på kontinentalsockeln är i genomsnitt 1,7 meter per kilometer. Det förhållandevis ringa djupet medger utvinning av olja och naturgas och ett ymnigare fiskbestånd än längre ut.
Kontinentalsockeln definieras i artikel 76 i Förenta nationernas havsrättskonvention.
Kontinentalsockelns yta omfattar idag (efter senaste istidens slut) cirka 7,6 procent av världshavens yta; detta motsvarar Afrikas areal. Den är som störst (vidast) i Arktis samt längs med den norra och västra sidan av Stilla havet, från Berings sund till Australien. Den smalaste kontinentalsockeln finns utmed Amerikas västkust, Afrikas östkust och längs med Brasiliens kust.